# Eriplatys sawoniewiczi
Eriplatys sawoniewiczi är en stekelart som beskrevs av Diller 1993. Eriplatys sawoniewiczi ingår i släktet Eriplatys och familjen brokparasitsteklar. Inga underarter finns listade i Catalogue of Life.